# Labrum (arthropode)
Pour les articles homonymes, voir labrum.

Diagramme d'un insecte, montrant le.

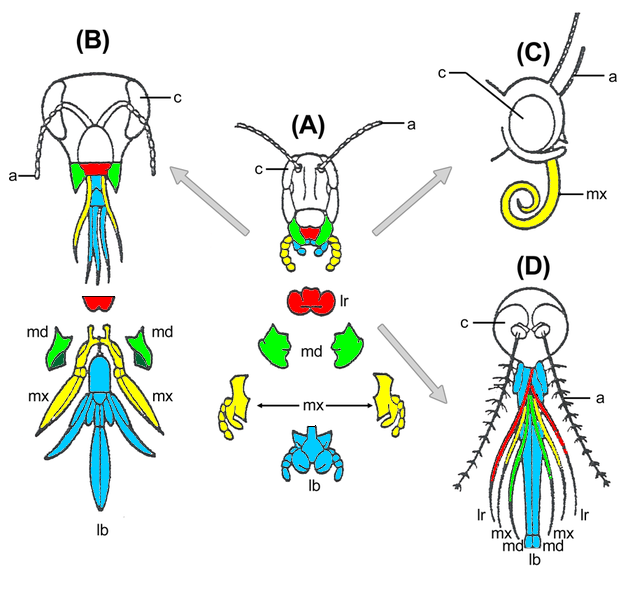
Évolution du selon l'insecte : (A) criquet, (B) abeille, (C) papillon, (D) moustique (stylet perforant).

Le labrum, appelé aussi labre (du latin labrum, « bord de la lèvre ») est une pièce buccale impaire des arthropodes correspondant à un sclérite céphalique.
Cette plaque simple, habituellement mobile, forme la voûte de la cavité buccale et fait office de lèvre supérieure (le labium celui de lèvre inférieure), poussant les aliments dans la cavité pré-orale. Elle est séparée du clypéus par la suture clipéo-labrale.

## Origine embryologique
L'origine embryologique de cette pièce buccale est controversée. Certains chercheurs considèrent qu'il correspond à une simple évagination du tégument, d'autres à un appendice, comme le labium.